# Un nuovo bacio
Un nuovo bacio è un brano musicale scritto da Vincenzo D'Agostino, composto da Gigi D'Alessio ed interpretato dallo stesso D'Alessio in duetto con Anna Tatangelo.
Il brano viene inserito in Uno come te, album di D'Alessio, e l'anno successivo in Attimo x attimo, lavoro d'esordio della Tatangelo.

## Classifiche
| Classifica (2002) | Posizione massima |
| ----------------- | ----------------- |
| Italia            | 8                 |